# عدم الحساسية الخلقية للألم مع عدم التعرق

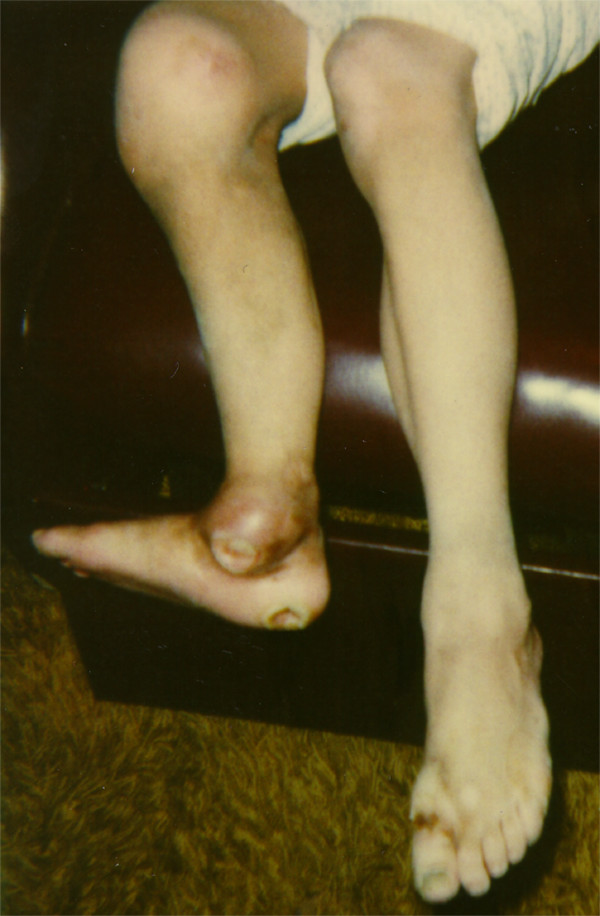
تظهر مفاصل شاركوت في هذا الصبي مع CIPA. ركبته اليمنى والكاحل الأيمن متورمين ومشوهين. يغمق الجلد فوق حول الكاحل بجرح تصريف ثانوي إلى التهاب العظم والنقي. هناك مناطق أخرى مصابة بصدمات وقرح بما في ذلك الكعب الأيمن.

 عدم الحساسية الخلقية للألم مع عدم التعرق (بالإنجليزية: Congenital insensitivity to pain with anhidrosis اختصارًا CIPA)‏ هو اضطراب وراثي صبغي ذاتي متنحي نادر في الجهاز العصبي يمنع الشعور بالألم أو درجة الحرارة، ويمنع الشخص من التعرق. التخلف العقلي شائع. CIPA هو النوع الرابع من الاعتلال العصبي الحسي والوراثي (HSAN)، ويعرف أيضًا باسم HSAN IV.

## العلامات والأعراض
تظهر علامات CIPA منذ الطفولة. قد يصاب الأطفال بنوبات مرتبطة بارتفاع الحرارة نتيجة غياب القدرة علي التعرق، فهم غير قادرين على تنظيم درجة حرارة الجسم. المتضررين غير قادرين على الشعور بالألم ودرجة الحرارة، ولكنهم يحتفظون بالقدرة على الشعور باللمس. التخلف العقلي غالبا ما يكون موجودًا.
عدم وجود ألم يعرض المصابين بـ CIPA لخطر كبير لإيذاء أنفسهم عن طريق الخطأ. يحدث تقرح القرنية بسبب عدم وجود نبضات واقية. مشاكل المفاصل والعظام شائعة بسبب الإصابات المتكررة، وتشفى الجروح بشكل ضعيف.

## السبب
يحدث CIPA بسبب طفرة جينية تمنع تكوين خلايا عصبية مسؤولة عن نقل إشارات الألم والحرارة والبرودة إلى الدماغ. الاضطراب هو صفة صبغية ذاتية متنحيّة.
وهو ناتج عن طفرة في NTRK1، وهو جين يرمز لمستقبلات كيناز التيروزين العصبية. NTRK1 هو مستقبل لعامل نمو الأعصاب (NGF). هذا البروتين يحفز نمو المحاوير والتغصنات ويعزز بقاء الخلايا العصبية الجنينية الحسية والودية. لا تسمح الطفرة في NTRK1 بربط NGF بشكل صحيح، مما يتسبب في حدوث عيوب في تطور ووظيفة المستقبل الحاس للألم.
عُثر على تشوهات الميتوكوندريا في خلايا العضلات للأشخاص الذين يعانون من CIPA. تُظهر خزعات الجلد نقصًا في تثبيط الغدد العرقية المفرزة وتُظهر الخزعات العصبية نقصًا في الألياف المايلينية الصغيرة والخالية من المايلين.

## التشخيص
يُشخص CIPA على أساس المعايير السريرية ويمكن تأكيده من خلال الاختبارات الجينية. 

## العلاج
لا يوجد علاج ل CIPA. الانتباه إلى الإصابات لمنع العدوى وزيادة السوء أمر ضروري.

## علم الأوبئة
الحالة موروثة وهي الأكثر شيوعًا بين البدو الإسرائيليين. ما يقرب من 20% من الأشخاص الذين يعانون من CIPA يموتون من ارتفاع درجة حرارة الجسم في عمر 3 سنوات.